# Orden der Stützen des Staates

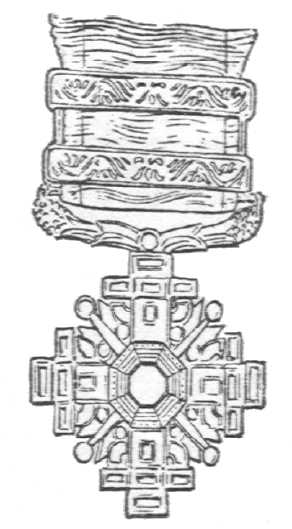
Die IV. Klasse des Ordens der Stützen des Staates

Der Orden der Stützen des Staates (Chu Kuo Chang) wurde im Mai/Juni 1934 gestiftet und war eine Auszeichnung des Mandschurischen Kaiserreiches. Er stellt neben dem Orchideenorden, dem Orden des Erhabenen Drachen sowie dem Orden der Glücksverheißenden Wolke den letzten von vier gestifteten Orden dar und verwirklichte dadurch die vollständige Übereinstimmung mit dem japanischen Ordenswesen. Der Orden der Stützen des Staates sowie der Orden der Glücksverheißenden Wolke wechselten untereinander im Rang ab und entsprachen somit den Gepflogenheiten des Japanischen Kaiserreichs mit den japanischen Orden der aufgehenden Sonne und dem Orden des Heiligen Schatzes.

## Ordensklassen
Wie sein japanisches Pendant bestand der Orden aus acht Klassen:
- Großkreuz mit Bruststern auf der linken Brustseite
- Großoffizier mit Bruststern auf der rechten Brustseite
- Komtur
- Offizierskreuz
- Ritterkreuz I. Klasse
- Ritterkreuz II. Klasse
- Ehrenzeichen I. Klasse
- Ehrenzeichen II. Klasse

## Ordensdekoration
Das Band des Ordens der Stützen des Staates ist ein rotes Band, welches von gelben Randstreifen gesäumt wird, die 1/6 der Gesamtbreite des Bandes ausmachen. Das Ordenszeichen aller acht Klassen besteht aus vier ins Kreuz gestellten Säulen, die bei den emaillierten Klassen (I. bis VI. Klasse) rot sind und von einem achteckigen Mittelstück ausgehen. Dieses Mittelstück besteht aus den konzentrisch angeordneten Landesfarben Mandschukuo, mittig Gelb sowie die anschließenden Farben, Rot, Blau, Weiß und Schwarz. Das ganze Achteck ist dabei von einem weißen Rande eingefasst, welcher mit kleinen schwarzen Punkten gemustert ist. Jeder der vier Säulen zeigt fünf glasig gehaltene Bausteine, wobei ein größerer Baustein die vier anderen darüberliegenden hält. Die Kreuzwinkel des Ordenszeichens zeigen ein flammenförmiges Ornament, die mit einem diagonalliegenden Stift gekreuzt sind. Sowohl auf dem Stift als auch in den Kreuzwinkeln befinden sich Perlen, also je Winkelecke drei.
Der Bruststern ist achtstrahlig und besteht aus vier Bündeln von je sieben silbernen Strahlen über Kreuz, und vier Bündeln von je fünf goldenen Strahlen in der Schräge. Er wird dabei zur I. Klasse auf der linken Brustseite und zur II. Klasse auf der rechten Brustseite getragen. Bei der II. Klasse gilt er als Hauptorden, bei der I. als Nebenorden. Das Ordenszeichen der III. Klasse wird als Halsbandorden getragen und gilt dabei gleichzeitig als Nebenorden der II. Klasse.
Die an der linken Brustseite zu tragenden fünf untersten Klassen (IV. bis VIII. Klasse) zeigen dasselbe Ordenszeichen, sind jedoch nur mittig emailliert, ihre Säulen sind weiß. Das Ordenszeichen der IV. und V. Klasse ist golden gehalten sowie die VI., VII. und VIII. Klasse in Silber. Diese Klassen zeigen an ihrer oberen Seite einen Aufhänger, in Spangenform der aus einer goldenen Reiähre mit silbernen Blattwerk besteht. Das daran anschließende Ordensband ist waagerecht gelegt und nicht wie sonst der mongolischen Tradition folgend, zum Dreiecksband gelegt. Die untersten Klassen unterscheiden sich auch durch schmale Spangen auf dem Ordensband. Bei der IV. und V. Klasse sind diese wie das Ordenszeichen goldig gehalten mit weiß emaillierten Grund und ebenfalls in Gold gehaltenen Ornamenten. Die IV. Klasse hat dabei zwei, die V. Klasse nur eine solche Spange. Die letzten drei Klassen (VI., VII. und VIII.) haben dagegen silberne Spangen mit erhaben geprägten Ornamenten und entsprechen damit auch der Ausführung ihres Ehrenzeichens in Silber. Drei aufgelegte Spange weisen auf die VI., zwei Spangen auf die VII. und eine Spange auf die VIII. Klasse hin.
Ähnlich wie in Japan, wurde die Rosette im Knopfloch getragen und unterschied sich nur durch ihre Farbgebung und Zeichnung in den einzeln verliehenen Klassen. So war die Rosette aller acht Klassen rot mit gelben Strichen gehalten. Die I. und II. Klasse unterschied man nur durch einen gelben Ring, die III. mit einem gelben Kreuz und die IV. Klasse mit einem gelben Schrägkreuz. Die V. und VI. Klasse wurden durch sechs Radien, die VII. und VIII. Klasse durch drei gelbe Radien gekennzeichnet.